# Дерево (фільм, 2014)
«Дерево» (словен. Drevo) — словенський драматичний фільм, знятий Сонею Просенк. Прем'єра стрічки відбулась 7 липня 2014 року на кінофестивалі в Карлових Варах. Фільм був висунутий Словенією на премію «Оскар-2016» у номінації «найкращий фільм іноземною мовою».

## У ролях
- Катаріна Стегнар
- Ерней Коговсек
- Лукас Матія Росас Урсік